# امیرحسین پورمحمد
امیرحسین پورمحمد (زادهٔ ۳ خرداد ۱۳۷۷؛ تهران) بازیکن فوتبال اهل ایران است که در پست مدافع چپ برای باشگاه پارس جنوبی جم بازی می‌کند.
وی همچنین توانایی بازی در پست‌های دفاع میانی و هافبک چپ را دارد.

## پیوند با بیرون
- امیرحسین پورمحمد در اینستاگرام
- امیرحسین پورمحمد در FootballDatabase.eu (انگلیسی)
- امیرحسین پورمحمد در ساکِروِی (انگلیسی)
- امیرحسین پورمحمد در ترنسفرمارکت (بازیکن) (انگلیسی)